# آبسنگ مرجانی
آبسنگ مرجانی یا صخره مرجانی (به انگلیسی: Coral reef) (عبارت «آب‌سنگ نواری» برای آن پیشنهاد شده است) از قدیمی‌ترین و غنی‌ترین اجتماع موجودات زنده بر روی زمین هستند. صخره‌های مرجانی یکی از مهم‌ترین، ظریف‌ترین و متنوعترین اکوسیستم‌های آبی است که شکل‌گیری آن به زمان زیادی نیاز دارد و نقش بسیار مهمی در سلامت محیط زیست و آب و هوای کره زمین دارند. بیشتر  آبسنگ‌های مرجانی مرجانی بین ۵۰۰۰ تا ۱۰۰۰۰ سال عمر دارند و بسیاری از آن‌ها صخره‌های آبی روی هم انباشته شده‌ای هستند که میلیون‌ها سال قدمت دارند. مرجان‌هایی که صخره‌های مرجانی را تشکیل می‌دهند تنها در شرایط خاصی پرورش می‌یابد. آن‌ها در آب گرم، شور و تمیز زندگی می‌کنند. رشته صخره‌های عظیم آبی در طول سال با درجه حرارتی بیش از ۲۱ درجه سانتیگراد گرم باقی می‌مانند. مرجان‌ها همچنین تنها در آب‌های کم‌عمقی که نور خورشید بتواند به آن‌ها برسد زندگی می‌کنند.
این اکوسیستم محصول همزیستی صخره‌ها و نوع جلبک تک‌سلولی تاژک‌دار است به نام زوکسانتلای (به انگلیسی: zooxanthellae) که در بین بافت‌های صخره‌ها زندگی می‌کنند. این جلبک‌ها فتوسنتز می‌کنند و برای صخره اکسیژن، انرژی و مواد مغذی تأمین می‌کنند و رنگ‌های زیبای مرجان‌های ساحلی بخاطر آن‌ها است. علاوه بر این آب سنگ‌ها به این جلبک‌ها برای ساختن اسکلت کلسیمی خود نیاز دارند. در مقابل آب سنگ‌ها برای این جلبک‌های تک سلولی محیطی برای رشد و همچنین نیتروژن، فسفر و دی‌اکسید کربن فراهم می‌کنند.

## اهمیت

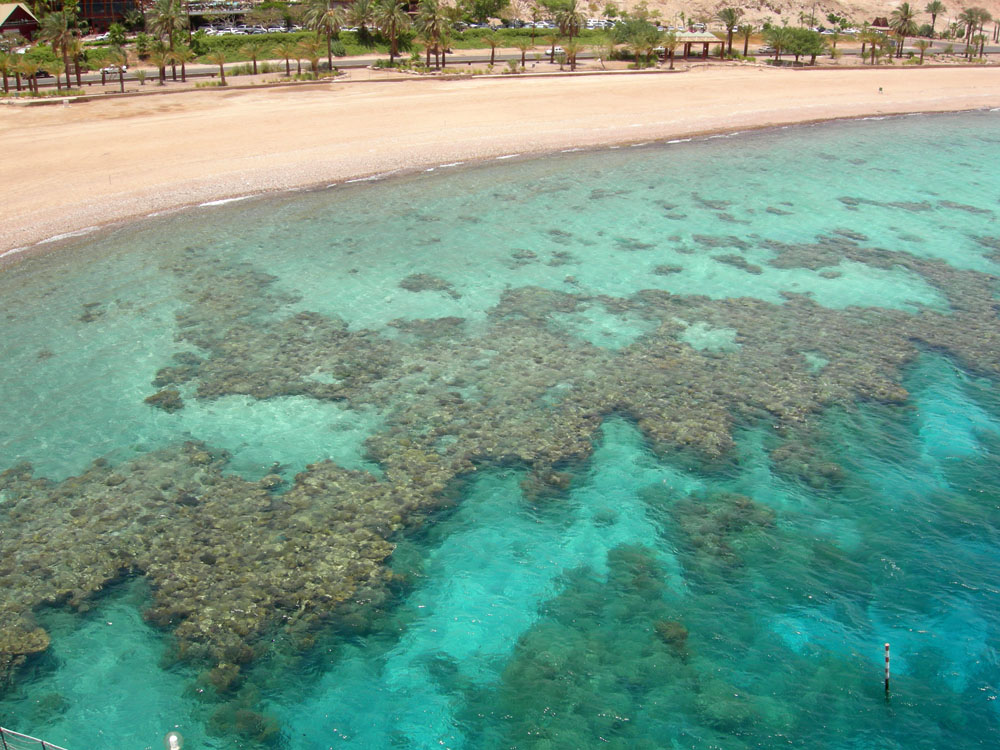
یک صخره مرجانی در سواحل بندر ایلات، اسرائیل.

حیات ۲۵ درصد آبزیان مستقیم یا غیرمستقیم به این  آبسنگ‌های مرجانی مرجانی وابسته است و زندگی بیش از نیم میلیارد از مردم جهان که در مناطق ساحلی زندگی می‌کنند هم به این صخره‌ها متکی است. گردشگری، صیادی و همچنین جلوگیری از تخریب سواحل نیز مستلزم وجود این آب سنگهاست.
آبسنگ‌های مرجانی در تعادل بخشیدن به میزان کربن و نیتروژن، حفظ خطوط ساحلی در برابر تخریب ناشی از هجوم مداوم امواج، توفان و سیل، ایجاد محیط زیست دریایی و همچنین مواد مغذی برای زنجیره غذایی و همچنین تعادل بخشیدن به سیستم ظریف طبیعت نقش اساسی دارند.

## خطرات اصلی

بخشی از مرجانی بزرگ در نزدیکی کایرنز، کوئینزلند، استرالیا

تغییرات آب‌وهوایی بزرگ‌ترین خطر حاضر برای آبسنگ‌های مرجانی تعبیر می‌شوند. صخره‌های مرجانی با تنها دو درجه افزایش دما در معرض خطر جدی قرار می‌گیرند. بجز گرمای آب، درخشندگی زیاد آفتاب، آلودگی آب (اسیدی شدن، مواد شیمیایی) و آثار ناشی از گردشگری هم در سفید شدن صخره‌های مرجانی ساحلی نقش دارند.
آبسنگ‌های مرجانی بسیار ظریفند و به سادگی تخریب می‌گردند و سال‌ها طول می‌کشد تا بازسازی شوند. برای مثال یک مرجان مغزی ۲۰ سال طول می‌کشد تا به اندازه سر یک انسان رشد کند. بیشتر صخره‌های مرجانی دنیا اکنون تخریب شده‌اند و در بعضی مناطق مانند فیلیپین کاملاً نابود گشته‌اند. خطرات عمده‌ای که صخره‌های آبی را تهدید می‌کنند عبارت‌اند از: صنعت توریسم، لایروبی و احیاء زمین جهت ساختن هتلها، فرودگاه‌ها و بندرگاه‌ها، جمع‌آوری مرجان‌ها و صدف‌ها برای یادگاری، ساختن جاده‌ها و خانه‌ها، آلودگی توسط سم دفع آفات و کودهای کشاورزی، تخلیه فاضلاب‌ها و نشت سوختها. همچنان که درختان جنگل‌ها قطع می‌شوند خاک و گل و لای توسط باران شسته شده و به صخره‌های آبی ریخته می‌شود و پولیپ‌های مرجانی ظریف را خفه می‌سازد و صخره‌های آبی را نابود می‌کند.
کمابیش از آغاز سده ۲۱ شدت سفید شدن آبسنگ‌های مرجانی در تمام کره زمین پی در پی افزایش یافته است. در میان عواملی که باعث این آسیب محیط زیستی می‌شوند، گرم شدن آب دریاها و اقیانوس‌ها نقش مهمی دارند و شواهد علمی نشان می‌دهند که گرم شدن آب و هوای کره زمین سب شده که دمای آب اکوسیستم‌های آبیِ گرم بیشتر از معمول باشد. صخره‌های مرجانی به نوسان دما حساسند و حتی یک تا دو درجه افزایش غیرطبیعی دمای آب در تابستان که بیش از پنج تا هشت هفته طول بکشد می‌تواند روند سفید شدن مرجان‌ها را به جریان اندازد. وقتی که دمای آب بالا می‌رود صخره‌ها شروع به اخراج جلبک‌ها می‌کنند که این باعث می‌شود اسکلت سفید آن‌ها هویدا و خود آن‌ها دچار قحطی شوند چون خود قادر به تأمین غذا و انرژی خود نیستند. با تغییرات شرایط، این صخره‌های مرجانی می‌توانند بازسازی و بازپروری شوند اما اگر شرایط دشوار ادامه پیدا کند به مرگ کامل اب سنگ‌های مرجانی منتهی می‌شود.
در سال ۲۰۱۶ سی درصد آبسنگ‌های مرجانی عظیم استرالیا یا دیواره بزرگ مرجانی -بزرگ‌ترین صخره‌های مرجانی دنیا- سفید شدند. این شدت از سفیدشدگی تا به حال ثبت نشده نبود. در ابتدای سال ۲۰۱۷، بیست درصد آبسنگ‌های مرجانی عظیم استرالیا سفید شدند. به این ترتیب پنجاه درصد صخره‌های مرجانی استرالیا از بین رفتند و بیم آن می‌رود که این میزان بیشتر هم بشود.

### در ایران
در ایران نیز در اوایل سال ۲۰۱۷ اعلام شد که افزایش دمای آب خلیج‌فارس از سال‌های گذشته بیشتر بوده و این باعث سفیدشدگی مرجان‌های بوشهر شده است. این درحالی است که در سال ۲۰۱۵، تحقیقات یک زیست‌شناس دریایی به نام جان برت نشان داد که صخره‌های مرجانی خلیج فارس بیش از هر جای دیگری در دنیا تحمل نوسانات دما دارند و یافتن علت آن را امیدی برای احیای صخره‌های مرجانی در دنیا دانستهاند.
مدیر کل دفتر زیست‌بوم‌های دریایی سازمان حفاظت محیط زیست ایران می‌گوید نتایج بررسی‌ها در آذر ماه ۱۳۹۶ نشان می‌دهد نود درصد صخره‌های مرجانی جزایر خارکو، خارک و فارسی به حدی سفید شده‌اند که دیگر قابل برگشت نیست. او گفت: «هر ساله گزارش سفیدشدگی مرجان‌ها تهیه می‌شود. تاکنون بررسی سفیدشدگی مرجان‌ها در چندین منطقه انجام شده است. طبق بررسی‌های سال ۹۴، چهل درصد از صخره‌های مرجانی در عمق کمتر از پنج متر سفیدشدگی داشتند که در سال ۹۵ به حالت عادی بازگشتند و خوشبختانه این سفیدشدگی مرجان‌ها در نای‌بند و چابهار کمتر بوده است.» او افزود: «در سال ۹۵، پانزده تا بیست درصد مرجان‌ها در عمق کمتر از پنج متر دچار سفیدشدگی شدند که غیرقابل بازگشت بود؛ حتی در خارکو بیش از ۵۰ درصد سفیدشدگی در اعماق کمتر از پنج متر داشتیم، در سال ۹۶ در خارک، خارکو و فارس بیش از نود درصد صخره‌های مرجانی دچار سفیدشدگی شدند که این سفیدشدگی غیرقابل بازگشت است. امسال سفیدشدگی مرجان‌ها برخلاف سال‌های گذشته شامل همه گونه‌های مرجانی بوده، و حتی این سفیدشدگی در اعماق بیشتر از پنج متر نیز قابل رویت است.»

## مناطق آبسنگ‌های مرجانی جهان

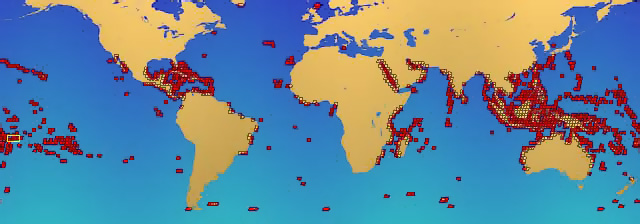
پراکندگی صخره‌ها در جهان

- صخره‌های مرجانی بزرگ استرالیا که در شمال شرقی ساحل استرالیا واقعند بزرگ‌ترین آبسنگ‌های مرجانی جهان هستند. این صخره‌ها طولی بیش از ۲۰۳۰ کیلومتر دارند و مساحتی حدود ۲۰۷۰۰۰ کیلومتر مربع را تحت پوشش قرار می‌دهند. این تنها ساختار موجودات زنده است که از فضا قابل مشاهده است. صخره‌های آبی توسط بیش از ۴۰۰ گونه از جانوران مرجانی ظریف تشکیل شده‌اند که در آبهایی به عمق ۳۰ متر زندگی می‌کنند. صخره‌های مرجانی با ۱۵۰۰ گونه از ماهی‌ها، ۴۰۰۰ گونه از نرم‌تنان از جمله: صدفهای غول پیکر خوراکی، تعداد زیادی اسفنج دریایی، شقایق‌های دریایی، خرچنگها و کرمها، سرشار از زندگی هستند.
- جنگل‌های مرجانی استوایی از صخره‌های مرجانی معمولاً به عنوان جنگل‌های استوایی اقیانوس‌ها یاد می‌شود، زیرا آن‌ها مانند جنگل‌های مناطق استوایی، شامل تعداد بسیاری از گونه‌های مختلف هستند. از تعداد ۱۶۰ هزار گونه دریائی شناخته شده، در حدود ۳۵ الی ۶۰ هزار آنان در صخره‌های مرجانی زندگی می‌کنند. این گروه جمعاً یک سوم از ۲۵۰۰۰ گونه انواع ماهی‌ها را تشکیل می‌دهد. با این وجود دانشمندان تخمین می‌زنند که ۹۰ درصد از گونه‌هایی که بر روی صخره‌های مرجانی زندگی می‌کنند، هنوز شناسائی نشده‌اند. بسیاری از این‌گونه‌های ناشناخته احتمالاً بسیار کوچک بوده و در سوراخ‌ها و شکاف‌های موجود در صخره‌های مرجانی زندگی می‌کنند.
- بیش از ۱۰۰۰۰۰ کیلومتر از حاشیه کشورهای استوایی توسط صخره‌های مرجانی پوشیده شده است. در حقیقت بسیاری از جزایر مرجانی و آتولها، تنها به خاطر فرایند ساخته شدن صخره‌های آبی وجود دارند. آن‌ها تقریباً ۶۰۰۰۰۰ کیلومتر مربع یا ۰٫۱ درصد از سطح زمین را می‌پوشاند. مرجان‌های سازنده صخره‌های آبی، آب‌های کم عمق تمیز و جاذب نور خورشید را ترجیح می‌دهند که درجه حرارت آن بین ۲۰ تا ۳۰ درجه سانتیگراد باشد. آن‌ها در آبهایی که خنکتر از ۱۶ درجه سانتیگراد باشند، رشد نمی‌کنند. مرجان‌ها تا عمق ۳۷ متری رشد می‌کنند. پایین‌تر از این عمق، نور کافی برای جلبکها که غذای مرجان‌ها را تشکیل می‌دهند وجود ندارد.
- صخره‌های مرجانی جزایر پلی‌نزی: جنوب و مرکز اقیانوس آرام، پوشیده از گروهی جزیره است که منشأ آتشفشانی دارند. این جزایر در حکم پایه و اساس رشته صخره‌های آبی حاشیه‌ای و رشته صخره‌های آبی هستند. گاهی آتشفشان‌ها، نشست می‌کنند و مرجان‌ها به سمت بالا رشد می‌کنند و در عین حال جزایر مرجانی با مردابی در مرکز را به وجود می‌آورد. گونه‌هایی که در این ناحیه یافت می‌شوند، شامل تعداد بسیاری از گونه‌های مشترکی هستند که در نواحی اقیانوس هند و اقیانوس آرام یافت می‌شوند از جمله: باراکودا، خرچنگ قرمز صخره‌های آبی که پاهای عقب آن ناقص است، کرمهای پالول و حلزون‌های مرواریدی.
- صخره‌های مرجانی جزیره مالدیو: مجمع‌الجزایر مالدیو در طول اقیانوس هند و در کناره جنوب غربی دماغه هندوستان به طول ۸۶۷ کیلومتر کشیده شده‌اند. این مجمع‌الجزایر تقریباً شامل ۲۰۰۰ جزیره مرجانی کوچک است، که تنها ۹ تای آنها، بزرگ‌تر از ۲ کیلومتر مربع هستند. صخره‌های مرجانی مالدیو، سرشار از زندگی جانوری هستند.
- صخره‌های مرجانی دریای سرخ: دریای سرخ که اقیانوسی نسبتاً جوان محسوب می‌شود حدود ۵ میلیون سال پیش شکل گرفت. این دریا شامل یکی از طویل‌ترین صخره‌های آبی حاشیه‌ای در دنیا است که طول آن بیش از ۴۵۰۰ کیلومتر۲۸۰۰ مایل است. این صخره‌های آبی، بر روی لبه باریکی قرار دارند که در طول دریای سرخ امتداد دارند و از سمتی که رو به دریا است به اعماق آب‌ها فرورفته‌اند. جانورانی که در این ناحیه یافت می‌شوند بسیار شبیه آن‌هایی هستند که در صخره‌های آبی هندوستان و اقیانوس آرام یافت شده‌اند.
- صخره‌های مرجانی کارائیب: گرچه بسیاری از جزیره‌های کارائیب توسط صخره‌های آبی حاشیه‌ای دربر گرفته شده‌اند اما حاشیه ساحلی آمریکای جنوبی و مرکزی عموماً فاقد گسترش صخره‌های آبی هستند؛ زیرا صخره‌های آبی در مکان‌هایی که آب شیرین رودخانه به دریا می‌ریزد نمی‌توانند تشکیل شوند. رشته صخره‌های آبی با طول ۴۷۴ کیلومتر طویل‌ترین و غنی‌ترین صخره‌های آبی در اقیانوس اطلس هستند.
- بیشترین گسترش صخره‌ها در آب‌های مجاور ایران در خلیج فارس، در جزایر خارک و خارکو است.[۴]

## فهرست صخره‌های مرجانی
- توباتا در فیلیپین
- صخره‌های مرجانی بزرگ استرالیا
- کواجالین
- ماجورو